# تورا-سان ارباب را ملاقات می‌کند
تورا-سان ارباب را ملاقات می‌کند (انگلیسی: Tora-san Meets His Lordship) یک فیلم کمدی ژاپنی محصول ۱۹۷۳ به کارگردانی یوجی یامادا است. این فیلم نوزدهمین فیلم از مجموعه محبوب و طولانی‌مدت اوتوکو وا تسورای یو است.

## خلاصه
تورا سان به خانه خانوادگی خود در شیباماتا، توکیو بازمی‌گردد، اما به زودی دوباره به دلیل دعواها در مورد سگی که خانواده اش نام سگ را تورا نامیده‌اند، آنجا را ترک می‌کند. تورا سان در طول سفرهایش در شیکوکو با یکی از نوادگان محلی «دایمیو» (امیر یا ارباب) آشنا می‌شود. پیرمرد از تورا سان می‌خواهد که بیوه پسرش را در توکیو پیدا کند که قبلاً او و پسرش را به دلیل ازدواجشان از خود رانده بود.

## ارزیابی انتقادی
تورا-سان ارباب را ملاقات می‌کند نهمین پولساز برتر باکس آفیس ژاپن در سال ۱۹۷۷ بود. کیوشی آتسومی و چیکو بایشو به ترتیب برای بهترین بازیگر مرد و بهترین بازیگر زن در مراسم جایزه آکادمی فیلم ژاپن برای نقش‌هایشان در «تورا سان با اربابش ملاقات می‌کند» و دیگر فیلم‌هایی که در سال ۱۹۷۷ در آن حضور داشتند، نامزد شدند. استوارت گالبریث چهارم می‌نویسد که این فیلم، اگرچه به اندازه فیلم قبلی خود «عشق پاک تورا-سان» محبوب نیست، اما یک مدخل قوی در مجموعه اوتوکو وا تسورای یو است، دارای طنز قوی و با یک بازیگری مکمل فوق‌العاده خوب است.